# 横断山脉

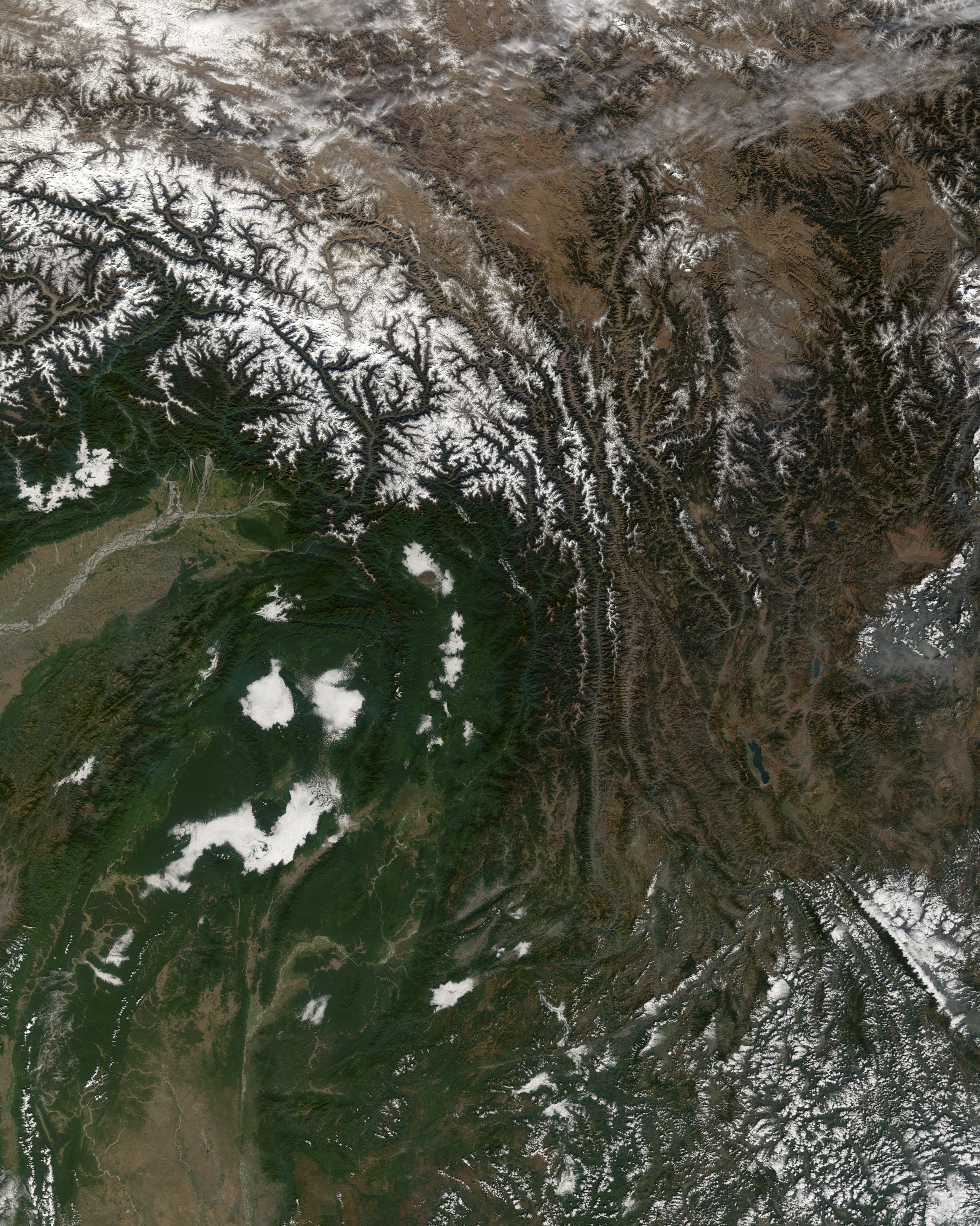
横断山脉卫星照片

横断山脉是中国西南部的著名山脉，有广义和狭义的区分。广义的横断山脉位于青藏高原东南部（介于北纬22°～32°05′，东经97°～103°之間），为四川省西部、云南省西北部和西藏自治区东部南北向山脉的总称，是青藏高原的边缘山系。它东起邛崃山，西抵伯舒拉岭-高黎贡山，北达昌都、甘孜至马尔康一线，南抵中缅边境的山区，面积60余万平方公里，是中国最长、最宽和最典型的南北向山系。狭义的横断山脉指三江并流地区的四条山脉，即沙鲁里山、芒康山-云岭、他念他翁山-怒山及伯舒拉岭-高黎贡山。

## 名称
因其山高谷深，山川并列，截断了东西向的山地和交通孔道，故称之为“横断山脉”。在學術界，該名最早出現於1975年。

## 组成
横断山区并列的山川，自东至西依次是邛崃山、大渡河、大雪山、雅砻江、沙鲁里山、金沙江、芒康山（宁静山）-云岭、澜沧江、他念他翁山-怒山、怒江和伯舒拉岭-高黎贡山等。其间还有一些小的支脉，如邛崃山和大雪山之间还有夹金山，大雪山向南延伸成锦屏山，云岭有支脉玉龙山（玉龙雪山）等等。

## 地质地貌
横断山脉岭谷高差悬殊，大雪山主峰贡嘎山海拔7508.9米，为横断山脉最高峰。金沙江、澜沧江和怒江，两岸陡峻，江面狭窄，直线距离仅76公里，属典型的“V”字型深切峡谷。横断山脉由喜马拉雅运动时期歐亞板块与印澳板块碰撞，形成褶皱山脉，并形成一系列断陷盆地。横断山脉地震频繁，是中国主要地震带之一，鲜水河斷裂帶等地震带都分布于横断山脈。

## 资源概况
横断山脉是中国重要的有色金属矿产地。金沙江、澜沧江和怒江蕴藏多达百种有色金属矿。攀枝花地区是中国煤矿、铁矿储量及产量较大的地区之一。
横断山脉是中国主要水能资源分布区。如金沙江以枯水位计算，干流落差达3000余米，包括支流在内，水能蕴藏量近1亿千瓦。